# Подкуйково
Подкуйково — село в Руднянском районе Волгоградской области России. Входит в состав Осичковского сельского поселения.

## Физико-географическая характеристика
Село находится в степной местности, в пределах Хопёрско-Бузулукской равнины, являющейся южным окончанием Окско-Донской низменности, являющейся частью Восточно-Европейской равнины, на правом берегу реки Щелкан. Рельеф местности равнинный. Почвы — чернозёмы южные. Высота центра населённого пункта — около 115 метров над уровнем моря.
Через село проходит автодорога, связывающая село Лемешкино и посёлок Рудня. По автомобильным дорогам расстояние до областного центра города Волгограда составляет 310 км, до районного центра посёлка Рудня — 11 км, до административного центра сельского поселения села Осички — 8,5 км. Примерно в 1,3 км по прямой на противоположном берегу реки Щелкан расположен ближайший населённый пункт село Баранниково.
Климат
Климат умеренный континентальный (согласно классификации климатов Кёппена — Dfb). Многолетняя норма осадков — 432 мм. Наибольшее количество осадков выпадает в июле — 50 мм, наименьшее в марте — 22 мм. Среднегодовая температура положительная и составляет + 6,3 °С, средняя температура самого холодного месяца января −10,1 °С, самого жаркого месяца июля +21,9 °С.
Часовой пояс
Подкуйково, как и вся Волгоградская область, находится в часовой зоне МСК (московское время). Смещение применяемого времени относительно UTC составляет +3:00.

## История
В Историко-географическом словаре Саратовской губернии, составленном в 1898—1902 годах, значится как село Руднянской волости Камышинского уезда Саратовской губернии. Дата основания неизвестна. Жители — малороссы, православные, бывшие крепостные крестьяне князей Четвертинских. В 1892 году открыта церковно-приходская школа

С 1928 года — в составе Руднянского района Камышинского округа (округ упразднён в 1930 году) Нижне-Волжского края. С 1935 года в составе Лемешкинского района Сталинградского края (с 1936 года — Сталинградской области, с 1954 по 1957 год — район в составе Балашовской области). В 1959 году в связи с упразднением Лемешкинского района передано в состав Руднянского района

## Население
Динамика численности населения
| 1860 | 1886 | 1891 | 1894 | 1897 | 1911 | 1987 | 2002 |
| ---- | ---- | ---- | ---- | ---- | ---- | ---- | ---- |
| 641  | 753  | 878  | 997  | 982  | 1205 | ≈300 | 334  |

| 2010 |
| ---- |
| 347  |

## Известные уроженцы, жители
- Божков, Сергей Иванович (1926—2010) — сотрудник советских и российских органов государственной безопасности, генерал-майор.

## Инфраструктура
Личное подсобное хозяйство с зоной сельскохозяйственного использования, индивидуальная застройка усадебного типа.
Основа экономики — сельское хозяйство.
Подкуйковский ФАП.

## Достопримечательности
Памятник «Воин-победитель».
Часовня Исуса Христа Спасителя

## Транспорт
Остановка общественного транспорта «Подкуйково».